# Johann Georg Steingrübler
Johann Georg Steingrübler, auch Steingriebler, war ein Eichstätter Domkapellmeister.
Steingrübler wurde als Sohn des Organisten und Schulmeisters Johann Jakob Steingrübler geboren. Er trat in den geistlichen Stand, wurde Domvikar in Eichstätt und war von 1698 bis 1720 Kapellmeister am Dom zu Eichstätt. Sein Nachfolger wurde der Gredinger Johann Adam Bleibinhaus. Er verfasste zahlreiche Werke. 